# Stupari (gmina Mrkonjić Grad)
Stupari (cyr. Ступари) – wieś w Bośni i Hercegowinie, w Republice Serbskiej, w gminie Mrkonjić Grad. W 2013 roku liczyła 288 mieszkańców.